# Gösta Werner
Gösta Werner (* 15. Mai 1908 in Östra Vemmenhög, Skåne; † 23. Juli 2009 in Stockholm) war ein schwedischer Filmregisseur, Drehbuchautor und Filmwissenschaftler.

## Leben
Nach dem Abschluss seines Studiums in Lund arbeitete Werner als Journalist in Stockholm und war Übersetzer ausländischer Filme. Ab 1938 schrieb er auch Drehbücher. 1945 drehte Werner den Kurzfilm Mittwinteropfer (Midvinterblot), einen formal experimentellen Film. Beachtung fand auch sein nachfolgender zwanzigminütiger Film Der Zug (Tåget, 1947). Seinen ersten Langspielfilm drehte Werner 1948. Seine Filme Straße der Sünde (Gatan, 1949) und Insel der Sehnsucht (Två trappor över gården, 1950) wurden auch im Ausland bekannt.
Gösta Werners filmwissenschaftliche Arbeit begann 1947 mit der Redigierung des Dokumentarfilms Vierzig Jahre mit dem König (40 år med kungen) über die Regierungszeit Gustav V. Er publizierte mehrere Arbeiten über den schwedischen Film, insbesondere über Mauritz Stiller und Victor Sjöström sowie seine 1970 erschienene Abhandlung über die Geschichte des schwedischen Films (dt. 1988).
In den 1970er-Jahren war er als Professor an der Universität Stockholm tätig.
Gösta Werner starb am 23. Juli 2009 in Stockholm im Alter von 101 Jahren.

## Filmografie
- 1943: Tre 300-åriga städer
- 1945: Morgonväkt
- 1946: Midvinterblot
- 1947: 40 år med kungen
- 1947: Skansenvår
- 1948: Loffe på luffen
- 1948: Solkatten
- 1948: Tåget
- 1949: Straße der Sünde (Gatan)
- 1949: Sagan om ljuset
- 1950: Insel der Sehnsucht (Två trappor över gården)
- 1952: För bättre bostäder
- 1952: Gefahren der Liebe (Möte med livet)
- 1953: Att döda ett barn
- 1953: Våren
- 1954: En svensk storindustri
- 1954: Resa i Sverige
- 1955: Friarannonsen
- 1955: Skymningsljus
- 1956: Fjärilen och ljuslågan
- 1956: Öden bortom horisonten
- 1956: Testfilm Ashanti (2K-56)
- 1957: Ansvar
- 1957: Den förlorade melodien
- 1958: Land of Liberty
- 1959: Guld och gröna skogar
- 1960: Ett glas vin
- 1961: De kommer över gränserna
- 1961: Levande färg
- 1961: Stad vid färdeväg
- 1963: Skördar i vinden
- 1963: The Riddle of Sweden
- 1965: Människans landskap
- 1965: Sveaborg
- 1965: Väntande vatten
- 1966: Människors möte
- 1966: Nimba
- 1967: Lund
- 1967: På bibelns vägar
- 1969: Stiller-fragment
- 1981: Victor Sjöström - ett porträtt av Gösta Werner
- 1987: Mauritz Stiller
- 1996: Den röda fläcken
- 1998: Spökskepp

## Schriften
- Die Geschichte des schwedischen Films. Ein Überblick. Deutsches Filmmuseum, Frankfurt am Main 1988, ISBN 3-88799-022-6.
- James Joyce och Sergej Eisenstein. Två konstnärers möte (= Småskrifter från the James Joyce Society of Sweden and Finland. Bd. 2). Ellerström, Lund 1988, ISBN 91-970848-2-4.
- Hjalmar Bergman som filmförfattare (= Skrifter utgivna av Hjalmar Bergman Samfundet. Bd. 1). Hjalmar Bergman Samfundet, Stockholm 1987, ISBN 91-87434-00-8.
- Passion & svartsjuka i ett svunnet Stockholm (= Höjerings Stockholmianaserie. Bd. 22). Höjering, Stockholm 1984, ISBN 91-970161-3-6.
- Mauritz Stiller och hans filmer. 1912–1916. Norstedt, Stockholm 1969.
- Kameran går. Steinsvik, Stockholm 1944.